# 東をどり
東をどり（）は、東京新橋組合が主催する、芸者衆の踊りを中心とする舞台公演。1925年（大正14年）の新橋演舞場こけら落としとして始まった。この組合は新橋花柳界の料亭と芸者で構成されており、普段は「一見さんお断り」される、常連やその招待がない一般人も、酒と肴を味わいながら鑑賞できる。

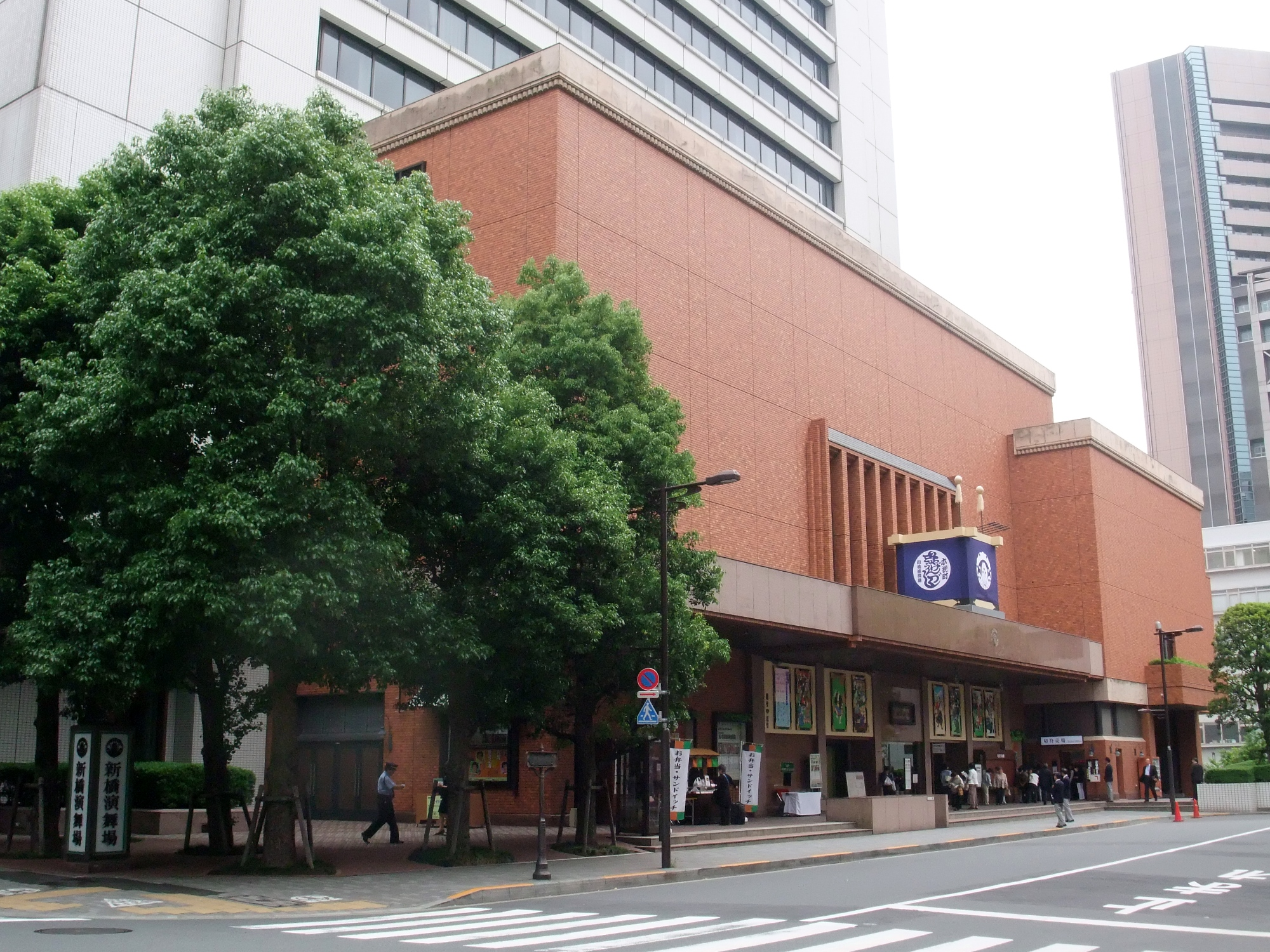
東をどりの会場・新橋演舞場

春と秋の年二回開かれた時期もあったが、現在は五月の年一回で、歳時記で晩春の季語とされる。

## 沿革
花街としての新橋は江戸においては幕末に許された新興であり、柳橋と異なり薩摩藩や長州藩の幕末志士が通ったことから、彼らが政権を握った明治時代に大きな発展を遂げた。芸の一流を街の目標に研鑽を積み、やがて「芸の新橋」と呼ばれるようになる。発表の場として1925年（大正14年）に新橋演舞場を建設、その杮落し公演が初回の東をどりである（4月1日）。演舞場が東京大空襲で焼失後、1948年（昭和23年）に再建され、第15回公演として東をどりも復活した。川端康成や谷崎潤一郎、吉川英治など文豪の脚本による舞踊劇が話題を呼んだ。男姿の美しい芸者、まり千代の人気により主婦や女学生など幅広いファンを獲得、意欲的な舞台づくりは高い評価を受けた。1982年（昭和57年）から毎年5月に4日間で開催されている。

## 特徴
「日本を遊ぶ」を相言葉に、幕間には芸者衆の点茶、食は新喜楽、金田中、東京吉兆、米村など新橋料亭の松花堂弁当や酒肴、特別な酒が楽しめる。